# CORONA

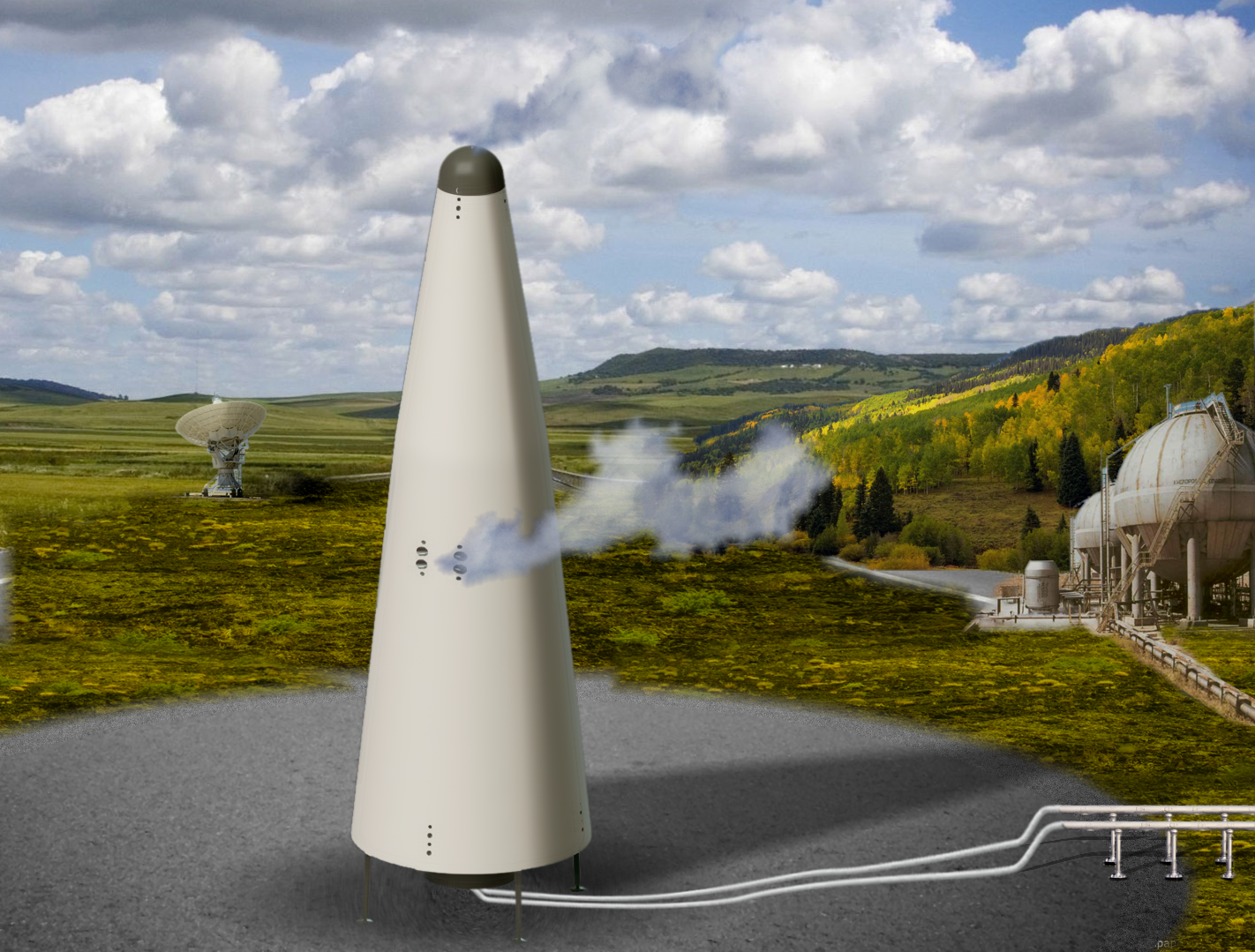
発射準備中のCORONA

CORONAは、マキーエフロケット設計局が開発中の単段式宇宙往還機。

## 概要
垂直に打ち上げられ、逆噴射で降下して垂直に着陸する。
1992年に開発に着手されたが、リーマンショック後の2012年に開発が一時期中断されたが、近年、開発が再開したと伝えられる。本体は100回程度の再使用を想定する。

## 背景
垂直離陸、垂直着陸のロケットの概念は古くからあり、1990年代にはDC-X、再使用ロケット実験 (RVT)等が実験されたが実用化には至らなかった。CORONAは1992年から研究開発は継続されていたものの、資金難により、2012年に一旦、開発は中止になったが、近年、ニューシェパード、ファルコン9の実験及び、実用化の成功に触発され、開発が再開された。

## 設計
CORONAは周回軌道に6トンから7トン程度の貨物を輸送する能力を備える予定だが、単段式宇宙往還機を実現するためのハードルは高い。

## 諸元
- 全高 ： 30 m
- 直径 ： 10 m
- 全備重量 : 300,000 kg
- 燃料 : 液体酸素/液体水素

## 画像

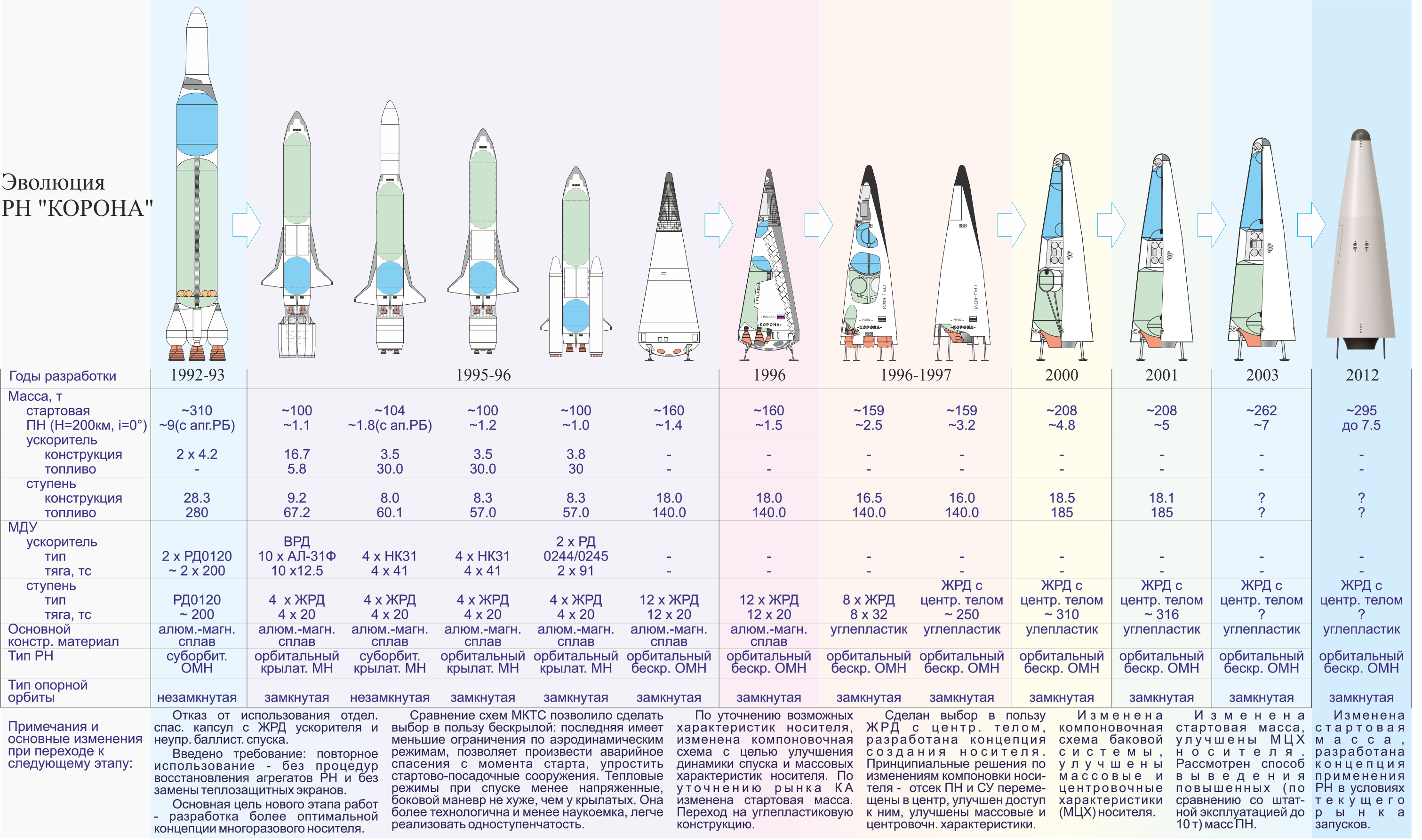
CORONAの変遷
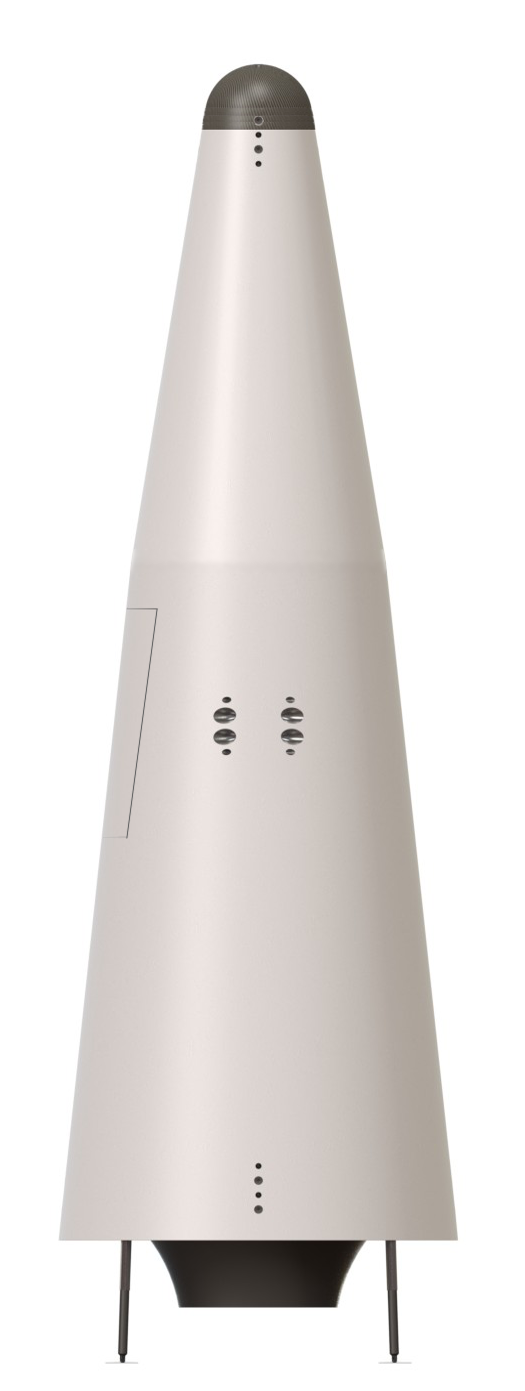
概念図